# Dipsas turgida
Dipsas turgida es una especie de culebra no venenosa que se encuentra en Argentina, Paraguay, Uruguay, Bolivia y Brasil.En Paraguay y Argentina se la conoce como "Ñanduriré común". En inglés, "Bolivian tree snake" (Serpiente arborícola boliviana)o "Bolivian Snail-eater" (Caracolera boliviana).

## Descripción
El tamaño es de poco más de 300 mm en los machos, y casi 500 mm en las hembras, con colas cortas puntiagudas, en los machos menos de 1/6 de su longitud total, y más reducida en las hembras. Su cuerpo es algo más cilíndrico y rechoncho; la cabeza es ovalada distinta del cuello, con ojos poco sobresaliente y hocico romo. Lepidosis cefálica y lepidosis del cuerpo, dorsal y ventral. En cuanto a la coloración, es importante tener en cuenta sus detalles ya que constituyen un elemento fundamental para la identificación de este ofidio. La cabeza, es casi completamente negra-marrón muy oscuro, con líneas amarillas simétricas; lateralmente más clara, en particular en las supralabiales, salpicadas por puntos negros. El dorso del cuerpo tiene un fondo parduzco-grisáceo bastante oscuro, con 25 a 40 manchas marrón oscuro o negruzcas ribeteadas de blanco: las primeras 3 a 5 más anchas que los espacios intermedios y extendidas hasta las ventrales, fusionando a menudo sus ribetes blancos con exclusión del color de fondo. Las manchas sucesivas, más irregulares y redondeadas, van reduciendo su extensión, lateralmente no más por debajo de la 5° hilera de escamas dorsales. La coloración de la cola es similar a la del cuerpo, con manchas agrandadas oscuras penetrando en las subcaudales; superficie ventral blanquecino-amarillenta con presencia irregular de manchas negras.

#### Tipo de reproducción
Ovípara. Pone 7 huevos por postura.

#### Alimentación
Se alimenta de larvas de insectos, moluscos, caracoles, babosas y lombrices.

## Distribución y Hábitat
En Bolivia, Paraguay, Brasil (al sur de Mato Grosso). En Argentina: Formosa, Misiones, Corrientes, Chaco, Entre Ríos, Santa Fe, Córdoba, Tucumán, Salta, Jujuy, Santiago del Estero.Se la encuentra en áreas abiertas y húmedas.

## Etimología
Del latín turgĭdus = abultado, redondo, elevado. Seguramente en referencia a la forma de la cabeza.

## Sinomimia
Se puede observar que hay un cambio de taxón bastante reciente. Por este motivo, en algunas publicaciones y trabajos científicos se la sigue denominando Sibynomorphus turgidus.

## Otros nombres comunes
Dormilona, Culebra Duerme-Duerme, Ñandurirey, Dormideira.